# Ramon Batlles i Fontanet
Ramon Batlles i Fontanet   (Barcelona, 1901 - 12 de juny de 1983) de 1983) fou un fotògraf català.

## Biografia
Va treballar col·laborant amb la revista D'Ací i d'Allà. Un cop finalitzada la guerra civil espanyola, va obrir una galeria a Barcelona amb l'ajuda de Josep Compte i Argimon. És conegut a nivell internacional per la seva tècnica anomenada die transfer, que va aplicar sovint als seus retrats i treballs publicitaris.

## Obres
Al Museu Nacional d'Art de Catalunya es poden veure tres obres seves:
- Fotografia publicitària per a Myrurgia (c. 1930).[3]
- Fotografia publicitària per a Myrurgia. Colònia Embrujo de Sevilla (c. 1930).[4]
- Fotografia publicitària per a Myrurgia. Productes Goyesca (1933-1936).[5]